# Ponte dei Cavalieri
Il ponte dei Cavalieri si trova nei pressi del quartiere di Borgo Navile di Moncalieri ed è uno dei simboli della città. Serve a collegare i due lati della cittadina separata dal Po ed è stato costruito intorno al XIII secolo. Nei secoli successivi ha ricevuto diverse modifiche e la struttura odierna è quindi molto diversa da quella originale

## Storia

### Le Origini
Le prime fonti che attestano l'esistenza di un ponte sul Po a Moncalieri risalgono al 1196, infatti documenti di quell'anno fanno riferimento alla donazione dei territori circostanti ai ponti da parte del vescovo di Torino, Arduino di Valperga, ai Cavalieri Templari. I Cavalieri Templari era un ordine monastico cavalleresco molto importante all’epoca perché aveva preso parte numerose volte nelle crociate contro i mussulmani in Terrasanta. Proprio grazie ai cavalieri Templari iniziò a sorgere un primo nucleo di abitazioni presso il corso del Po e sempre a loro è attribuita la costruzione del primo ponte. Molto probabilmente lo scopo principale della costruzione del ponte era quello di superare facilmente il corso d’acqua del Po, in modo da riuscire a raggiungere i loro possedimenti di Stupinigi con più facilità, senza dover passare tutte le volte per la città di Torino. Si crede che il ponte inizialmente fosse stato costruito con la pietra e fosse costituito da sei arcate e sette piloni. I Templari lo custodirono fino al 1312, anno in cui il loro ordine fu sciolto, da allora un affidato ai Cavalieri Gerosolimitani, che lo ricostruirono nel 1425 e nel 1454, in seguito a due piene del Po.  Nel 1700 il comune provvide a far costruire delle sponde per impedire la caduta dei viandanti nel fiume.  

### Epoca moderna
Il ponte, nel corso del tempo, fu soggetto a frequenti alluvioni e piene del Po, infatti si calcola che fu ricostruito almeno dieci volte. Nel 1700 il comune provvide a far costruire delle sponde per impedire la caduta dei viandanti nel fiume. Esso fu ancora molte volte distrutto dalle piene del Po e nel 1880, fu ricostruito in muratura, accanto al ponte della ferrovia, costruito nel 1853. Questo ponte crollò il 31 maggio 1939 e molte persone ne rimasero vittime. Durante la guerra del '40-'45, fu costruito più a valle, il ponte attuale, con quattro ampie arcate e cinque piloni.

## Architettura
In origine il ponte era costituito da sei arcate e sette piloni fatti in pietra. Invece al giorno d'oggi il ponte è formato da cinque ampie arcate a tutto sesto e quattro imponenti piloni. Il ponte è stato edificato in muratura. Il fatto di essere costituito da tante arcate rende il ponte molto più vulnerabile alle piene del Po.

## Curiosità sul nome
Il ponte è oggi soprannominato il "Ponte dei Cavalieri” proprio perché la sua costruzione è forse opera dei Cavalieri Templari.